# Sotto la sabbia
Sotto la sabbia (Sous le sable) è un film del 2000 diretto da François Ozon.
È il primo film della cosiddetta Trilogia del Lutto, che continua nel 2005 con la pellicola Il tempo che resta e si conclude nel 2009 con Il rifugio.

## Trama
Marie e Jean sono una coppia di mezza età sposata da 25 anni. Lui francese e lei inglese, vivono a Parigi, non hanno figli. Un giorno, durante una vacanza al mare, Marie si addormenta sulla spiaggia mentre Jean va a fare un bagno. L'uomo, però, scompare nel nulla. Tornata in città, Marie tenta di ricominciare a vivere, mentre la polizia prosegue le indagini sulla scomparsa del marito. D'altro canto, però, non accetta la scomparsa o morte del marito e inizia a condurre una vita in bilico tra fantasia e realtà. È soggetta a sbalzi di umori, crisi di stanchezza e di ilarità.
La suocera le rinfaccia il fatto di non essere stata una buona moglie, per cui Jean non sarebbe morto, ma semplicemente scappato per costruirsi una nuova vita. Marie, del resto, ha un amante sin dai tempi del matrimonio.
Con notevole ritardo, la donna ritorna sul luogo della scomparsa del marito: infatti, da parecchio tempo le autorità si aspettano che venga riconosciuta la salma di un uomo annegato sulla spiaggia delle vacanze della coppia. Una volta arrivata sul posto, la protagonista si rifiuta comunque di ammettere che si tratti della salma di suo marito, e questo a dispetto del fatto che svariati test eseguiti dai responsabili confermino che si tratta proprio di lui. Marie dichiara semplicemente che l'orologio ritrovato al polso del cadavere non è quello di Jean.
In tal modo, la protagonista evita di confrontarsi con la morte del marito e riprende a barcamenarsi tra verità e illusione.

## Riconoscimenti
- 2002 - Premio César
  - Candidatura a Miglior film
  - Candidatura per il Miglior regia a François Ozon
  - Candidatura per la Miglior attrice protagonista a Charlotte Rampling
- 2001 - European Film Awards
  - Candidatura per il Miglior regista a François Ozon
  - Candidatura per la Migliore attrice a Charlotte Rampling
- 2001 - Festival di San Sebastián
  - Candidatura alla Concha de Oro a François Ozon